# 自由ヶ丘 (鈴鹿市)
自由ヶ丘（じゆうがおか）は、三重県鈴鹿市にある地名。現行行政地名は自由ヶ丘一丁目から自由ヶ丘四丁目。

## 地理
鈴鹿市の北部に位置し、東と北に下大久保町、南と西に石薬師町、南東に木田町と接している。

## 歴史
- 2008年（平成20年）11月1日 - 住居表示の設定に伴い、石薬師町と下大久保町の各一部を分離し、設置[1]。

## 世帯数と人口
2019年（令和元年）6月30日現在の世帯数と人口は以下の通りである。
| 丁目           | 世帯数  | 人口    |
| -------------- | ------- | ------- |
| 自由ヶ丘一丁目 | 228世帯 | 523人   |
| 自由ヶ丘二丁目 | 199世帯 | 469人   |
| 自由ヶ丘三丁目 | 185世帯 | 436人   |
| 自由ヶ丘四丁目 | 269世帯 | 625人   |
| 計             | 881世帯 | 2,053人 |

### 人口の変遷
国勢調査による人口の推移。
| 2010年（平成22年） | 2,211人 | [ 6 ] |  |
| 2015年（平成27年） | 2,092人 | [ 7 ] |  |

### 世帯数の変遷
国勢調査による世帯数の推移。
| 2010年（平成22年） | 786世帯 | [ 6 ] |  |
| 2015年（平成27年） | 781世帯 | [ 7 ] |  |

## 学区
市立小・中学校に通う場合、学区は以下の通りとなる。
| 丁目           | 番・番地等 | 小学校               | 中学校             |
| -------------- | ---------- | -------------------- | ------------------ |
| 自由ヶ丘一丁目 | 全域       | 鈴鹿市立石薬師小学校 | 鈴鹿市立白鳥中学校 |
| 自由ヶ丘二丁目 | 全域       | 鈴鹿市立石薬師小学校 | 鈴鹿市立白鳥中学校 |
| 自由ヶ丘三丁目 | 全域       | 鈴鹿市立石薬師小学校 | 鈴鹿市立白鳥中学校 |
| 自由ヶ丘四丁目 | 全域       | 鈴鹿市立石薬師小学校 | 鈴鹿市立白鳥中学校 |

## 交通
- 国道1号

## 施設
- 三十三銀行 石薬師支店
- 鈴鹿自由丘簡易郵便局
- 自由ヶ丘公園

## その他

### 日本郵便
- 郵便番号 : 513-1124[4]（集配局：鈴鹿郵便局[9]）。